# 趙芝薫
趙 芝薫（チョ・ジフン、1920年12月3日 ‐ 1968年5月17日）は、朝鮮の詩人、国文学者。本名は趙東卓（チョ・ドンタク、조동탁）。本貫は漢陽趙氏。青鹿派の一詩人として伝統への郷愁を詠った。高麗大の教授として国文学の研究に従事し、『韓国民族運動史』、『韓国文化史序説』等の研究書を残したことも大きな業績である。

## 略歴
1920年12月3日、慶尚北道英陽郡日月面主谷洞202番地に生まれる。父の趙憲泳は後に制憲国会議員と第2代国会議員になるが、朝鮮戦争のときに拉致された。母は全州李氏。兄の趙東振も詩人である。趙は幼い頃から17歳まで祖父に漢文を学び、普通学校には3年通っただけであった。当時の文士が新教育を受けるために日本に留学したり、近代教育を実践する学校に通ったりしたのにたいして、趙は漢文という朝鮮の伝統的教育を受けて育った。このことが、趙の朝鮮的情感を豊かにする助けとなったと言える。しかし、新文学の雑誌等を読むことで、当時流行していたプロレタリア文学に敏感に反応し、8歳でプロレタリア思考の童謡を作っている。
1936年、上京し、呉一島の経営する詩苑社に入り、詩文学派の影響を受けながら習作する。ボードレール、ドストエフスキー、フローベール、ワイルド等に耽溺し、また民族文化についての学術書を読み始める。1939年、父が上京してきて明倫洞に住むと、趙は父と生活する。同年、恵化専門学校文科に入学する。恵化専門学校の授業中、落書きのつもりで書いた詩「古風衣裳」をそのまま封筒に入れて投函したのが『文章』の選者、鄭芝溶の目に留まった。これにより、趙は詩人として文壇にデビューする。1940年には同人誌『白紙』を発刊するが、同人達が検挙されたために3号までで廃刊となった。
1940年、宣城金氏の娘、金蘭姫と結婚する。1941年、恵化専門学校を卒業すると、江原道の五台山にある月精寺に赴き、仏教講院の外典講師になり、ここで禅を学んだ。その後、趙の詩は情緒と主観を排した無奇妙主義と言われる傾向に変わっていく。趙の健康はこの頃から悪化し、1941年秋には下山してソウルに戻った。朝鮮語学会の『大辞典（큰사전）』の編纂にあたる予定であったが、1942年に日帝の一斉検挙（朝鮮語学会事件）があり、編纂事業は中断された。趙は会員でなかったために検挙を免れた。1943年、故郷に戻り1945年の解放まで郷里で過ごす。密かに青年会を組織しハングルを教えていた。
1945年8月15日、解放を迎えると、趙は9月に上京する。朝鮮文化建設協会会員や明倫専門学校の講師になり、またハングル学会の教本、震檀学会の国史教本の編纂員として国文学の教育に参加する。1946年6月、朴斗鎮、朴木月らと三人詩集『青鹿集』（乙酉文化社）を刊行する。これをもって、趙等は「青鹿派」と呼ばれるようになる。趙は1947年に高麗大学校の教授に就任すると20年間、高麗大で教鞭を執った。1963年、高麗大に民族文化研究所が設置されると、初代所長に就任し、『韓国文化体系』を企画、編纂し、その第1巻として『韓国民族運動史』を執筆した。さらに『韓国文化史序説』を執筆し、高い評価を得ている。病魔が趙の身体を蝕み、講義は休みがちであったが、趙の講義は学生達に好評で多くの弟子が趙から育った。
1968年2月、終に病に倒れる。吐血がひどく、5月16日にメディカルセンターに入院するが、すでに手遅れであった。1968年5月17日午前5時40分、気管支拡張のため、死亡する。その遺骸は同月21日、京畿道楊州郡磨石里（現在の南楊州市）松羅山の麓に埋葬された。1972年、ソウル南山に詩「芭蕉雨」が刻まれた「趙芝薫詩碑」が建てられた。
外交官、元国連大使の趙兌烈は三男。元国会議長の朴浚圭は従姉妹の夫。

## 年譜
- 1920年12月3日、慶尚北道英陽郡日月面主谷洞に生まれる。
- 1922年、主谷洞218番地に引っ越す。
- 1928年、8歳で童謡を作る。
- 1936年、漢城に上京し、『詩苑』の同人として習作する。
- 1939年4月、文学誌『文章』に詩「古風衣裳」が推薦掲載され、文壇にデビュー。
- 1939年、恵化専門学校文科に入学。ソウルの明倫洞に住む。
- 1940年、同人誌『白紙』を発刊。
- 1940年、宣城金氏の娘、金蘭姫と結婚。
- 1941年、恵化専門学校を卒業。
- 1941年、江原道の五台山月精寺の仏教専門講院の講師になる。
- 1941年秋、再び上京。
- 1942年3月、朝鮮語学会の「大辞典」編纂員になる。城北区城北洞60の44番地に引っ越す。
- 1843年秋、故郷に戻る。
- 1945年9月、みたび上京。朝鮮文化建設協会会員。明倫専門学校の講師。ハングル学会の教本、震檀学会の国史教本の編纂員。
- 1945年、長男、光烈が生まれる。
- 1946年、京畿女子高等学校の教師を務める。
- 1946年、全国文筆家協会中央委員、青年文学協会古典文学部長になる。
- 1947年、東国大学校の講師、高麗大学校文化大学の教授を勤める。
- 1947年、全国文化団体創立委員になる。
- 1948年、次男、学烈が生まれる。
- 1949年、韓国文学家協会創立委員になる。
- 1950年7月、文総救国隊企画委員の委員長になる。
- 1951年、従軍文人団の副団長になる。
- 1952年、長女、恵璟が生まれる。
- 1955年、三男、兌烈が生まれる。
- 1956年、自由文学賞を受賞する。
- 1959年、民権守護国民総連盟中央委員、公明選挙推進全国委員会中央委員になる。
- 1961年9月、国際詩人ベルギー会議に韓国代表として参加する。
- 1963年、高麗大学校民族文化研究所の初代所長になる。
- 1964年、東国大学校の東国訳経院委員になる。
- 1966年、民族文化推進委員会編集委員になる。
- 1967年、韓国詩人協会の会長、韓国新詩60年記念事業会の会長になる。
- 1968年5月17日、午前5時40分、メディカルセンターで気管支拡張のため死亡。

## 作品
- 1946年6月、詩集『青鹿集』（乙酉文化社）
- 1952年、詩集『草葉断章』
- 1956年、詩集『趙芝薫詩選』（正音社）
- 1959年、詩集『歷史 앞에서』（新丘文化社）
- 1964年、詩集『餘韻』